# Symplegma rubra
Symplegma rubra is een zakpijpensoort uit de familie van de Styelidae. De wetenschappelijke naam van de soort is voor het eerst geldig gepubliceerd in 1972 door Monniot.